# Ozoroa mildredae
Ozoroa mildredae är en sumakväxtart som först beskrevs av Robert Desmond Meikle, och fick sitt nu gällande namn av R. & A. Fernandes. Ozoroa mildredae ingår i släktet Ozoroa och familjen sumakväxter. Utöver nominatformen finns också underarten O. m. longifolia.